# Two Against Nature
| Совокупная оценка    | Совокупная оценка |
| Источник             | Оценка            |
| -------------------- | ----------------- |
| Metacritic           | 77/100            |
| Оценки критиков      |                   |
| Источник             | Оценка            |
| Allmusic             | [ 1 ]             |
| Robert Christgau     | (A)               |
| Entertainment Weekly | (A)               |
| Mojo                 | [ 5 ]             |
| Q                    | [ 6 ]             |
| Rolling Stone        | [ 7 ]             |

Two Against Nature — восьмой студийный альбом американской джаз-рок-группы Steely Dan, вышедший в 2000 году на лейбле Giant Records (Warner) и получивший 4 премии «Грэмми», включая престижные «Лучший альбом года» и «Лучший вокальный поп-альбом». Это их первый почти за 20 лет студийный диск, впервые после Gaucho (1980). Альбом получил положительные отзывы музыкальных изданий и критиков, включая Allmusic, Роберт Кристгау, Entertainment Weekly, Rolling Stone и другие.

## Список композиций
Все песни написаны дуэтом авторов-исполнителей Уолтером Бекером (соло-гитара, бас-гитара) и Дональдом Фейгеном (вокал, фортепиано, орган, родес-пиано).
1. «Gaslighting Abbie» — 5:53
2. «What a Shame About Me» — 5:17
3. «Two Against Nature» — 6:17
4. «Janie Runaway» — 4:09
5. «Almost Gothic» — 4:09
6. «Jack of Speed» — 6:17
7. «Cousin Dupree» — 5:28
8. «Negative Girl» — 5:34
9. «West of Hollywood» — 8:21

## Чарты
| Чарт (2000)         | Высшая позиция |
| ------------------- | -------------- |
| The Billboard 200   | 6              |
| Top Internet Albums | 2              |
| UK Album Chart      | 11             |

## Награды
2001 Grammy Awards
| Победитель         | Категория                                          |
| ------------------ | -------------------------------------------------- |
| «Cousin Dupree»    | Лучшее вокальное поп-исполнение дуэтом или группой |
| Two Against Nature | Лучший альбом года                                 |
| Two Against Nature | Best Engineered Recording, Non-Classical           |
| Two Against Nature | Лучший вокальный поп-альбом                        |